# Scottish National League 2011/12
Die Saison 2011/12 ist die Austragung der höchsten schottischen Eishockeyliga, der Scottish National League. Die Ligadurchführung erfolgt durch die Scottish Ice Hockey Association, den schottischen Verband unter dem Dach des britischen Eishockeyverbandes Ice Hockey UK.

## Modus
Die Mannschaft der Solway Sharks, die in der Vorsaison aus dem Spielbetrieb zurückgezogen wurde, nahm wieder an der Liga teil und ersetzte die Typhoons des Moray Firth IHC.
Zunächst spielten alle Mannschaften eine einfache Runde mit Hin- und Rückspiel. Die besten Acht erreichten die Play-offs.

## Hauptrunde
| Platz | Mannschaft               | Spiele | S  | U | N  | Tore   | Punkte |
| ----- | ------------------------ | ------ | -- | - | -- | ------ | ------ |
| 1.    | Dundee Comets            | 16     | 14 | 1 | 1  | 126:48 | 29     |
| 2.    | Paisley Pirates          | 16     | 12 | 0 | 4  | 90:42  | 24     |
| 3.    | North Ayrshire Wild      | 16     | 8  | 2 | 6  | 81:74  | 18     |
| 4.    | Edinburgh Capitals (SNL) | 16     | 5  | 4 | 7  | 75:63  | 14     |
| 5.    | Kilmarnock Storm         | 16     | 6  | 1 | 9  | 88:81  | 13     |
| 6.    | Kirkcaldy Kestrels       | 16     | 6  | 1 | 9  | 68:81  | 13     |
| 7.    | Dundee Tigers            | 16     | 6  | 0 | 10 | 61:77  | 12     |
| 8.    | Solway Sharks            | 16     | 6  | 0 | 10 | 33:84  | 12     |
| 9.    | Aberdeen Lynx            | 16     | 4  | 1 | 11 | 61:133 | 9      |